# 20533 Irmabonham
20533 Irmabonham este un asteroid din centura principală de asteroizi.

## Descriere
20533 Irmabonham este un asteroid din centura principală de asteroizi. A fost descoperit pe 7 septembrie 1999 la Socorro, New Mexico, în cadrul proiectului LINEAR. Asteroidul prezintă o orbită caracterizată de o semiaxă mare de 2,92 ua, o excentricitate de 0,09 și o înclinație de 3,1° în raport cu ecliptica.